# Wilhelm Johannsen (Architekt)
Wilhelm Julius Ernst Christian Johannsen (russisch Эрнест-Вильям Юльевич Иогансен; * 10. Julijul. / 22. Juli 1857greg. in St. Petersburg; † nach 1917) war ein dänisch-russischer Architekt.

## Leben
Johannsen, Sohn des Musiktheoretikers Julius Johannsen und seiner Frau Sarah, besuchte 1868–1874 die lutherische St.-Annen-Schule in St. Petersburg und studierte dann an der Kaiserlichen Kunstakademie (zunächst als Gasthörer und ab 1878 als regulärer Student). Nach kleiner und 2. Silbermedaille gewann er mit dem Projekt einer russisch-orthodoxen Friedhofskirche 1883 die 1. Silbermedaille mit dem Recht, Bauten auszuführen. 1886 schloss er sein Studium ab als Klassischer Künstler III. Klasse.
Johannsen baute ab 1890 große Wohngebäude in St. Petersburg. Er bediente sich verschiedener Stile: Jugendstil, Rokoko und Renaissance. Johannsens Schwester Luise Lucia von Johannsen (1865–1902) hatte den niederländischen Konsul und kaufmännischen Direktor der russisch-amerikanischen Gummi-Manufaktur Krasny Treugolnik und der Fußbekleidungsfabrik Skorochod sowie Verwaltungsratsmitglied der St. Petersburger Diskont- und Kreditbank und Direktor der Ersten Russischen Versicherungsgesellschaft Hendrik van Gilse van der Pals (1856–1928) geheiratet. Für ihn baute Johannsen 1901–1902 am Angliski-Prospekt 8–10 die H. H. Gilse van der Pals-Villa, die gut erhalten ist. Dazu war Johannsen Architekt der Gummimanufaktur Treugolnik. 1904 schuf er das Grabdenkmal für seine Schwester Luise Lucia auf dem St. Petersburger Nowodewitschi-Friedhof. 1913 baute er zusammen mit dem Architekten I. P. Wolodichin das Redaktionsgebäude der Peterburgskaja gaseta.
Johannsen wohnte mit seiner Frau Theresa-Maria Franzewna in der dritten Etage des von ihm erbauten großen Eckhauses an der Nekrassowa-Straße 39, das er bis nach der Oktoberrevolution bis 1918 besaß, während sein Vater in der zweiten Etage wohnte.